# Xã Salt Creek, Quận Davis, Iowa
Xã Salt Creek (tiếng Anh: Salt Creek Township) là một xã thuộc quận Davis, tiểu bang Iowa, Hoa Kỳ. Năm 2010, dân số của xã này là 264 người.